# Theta Capricorni
Theta Capricorni (Qin (秦), Tsin, 23 Capricorni) é uma estrela na direção da constelação de Capricornus. Possui uma ascensão reta de 21h 05m 56.78s e uma declinação de −17° 13′ 57.8″. Sua magnitude aparente é igual a 4.08. Considerando sua distância de 158 anos-luz em relação à Terra, sua magnitude absoluta é igual a 0.65. Pertence à classe espectral A1V.